# Peter Beard
Peter Hill Beard (Nueva York, 22 de enero de 1938 - Camp Hero State Park, ca.; 19 de abril de 2020) fue un artista estadounidense, fotógrafo, diarista y escritor que vivía y trabajaba en  Nueva York y Kenia. Sus fotografías de África, los animales africanos y los diarios que suelen integrar sus fotografías han sido ampliamente exhibidos y publicados desde la década de los 70.

## Infancia y educación
Nacido en 1938 en Nueva York, se crio en Nueva York, Alabama, y Islip, Long Island. Beard comenzó a llevar diarios de joven y a hacer fotografías, como una extensión de los diarios, a la edad de 12 años. Graduado de la Escuela Pomfret, entró en la Universidad de Yale en 1957, con la intención de llevar a cabo solo estudios preliminares, para seguir con historia del arte. Sus mentores en la universidad de Yale incluyeron a Josef Albers, Richard Lindner y Vincent Scully.
Inspirado por anteriores viajes a África en 1955 y 1960, Beard viajó a Kenia después de su graduación. Trabajo en el Parque Nacional de Tsavo, fotografiado y documentado la desaparición de 35.000 elefantes y otros animales salvajes, que más tarde se convertiría en el tema de su primer libro, "El Final del Juego." Durante esta época adquirió Hog Ranch, una propiedad cerca de las Colinas de Ngong adyacente a la finca de café propiedad de Karen Blixen (Isak Dinesen), que se convertiría en su casa de toda la vida y su base en el Este de África.

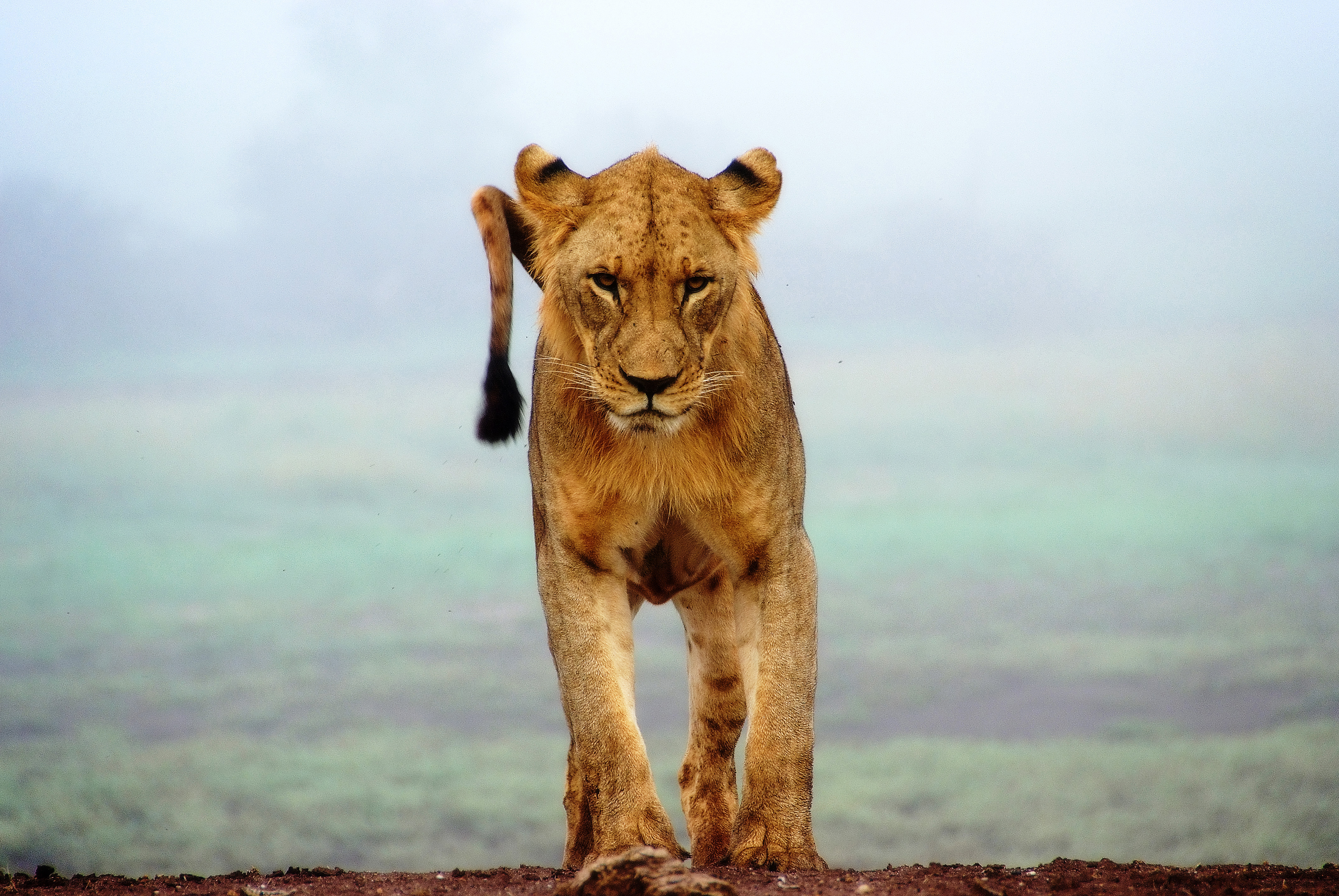
Lion look

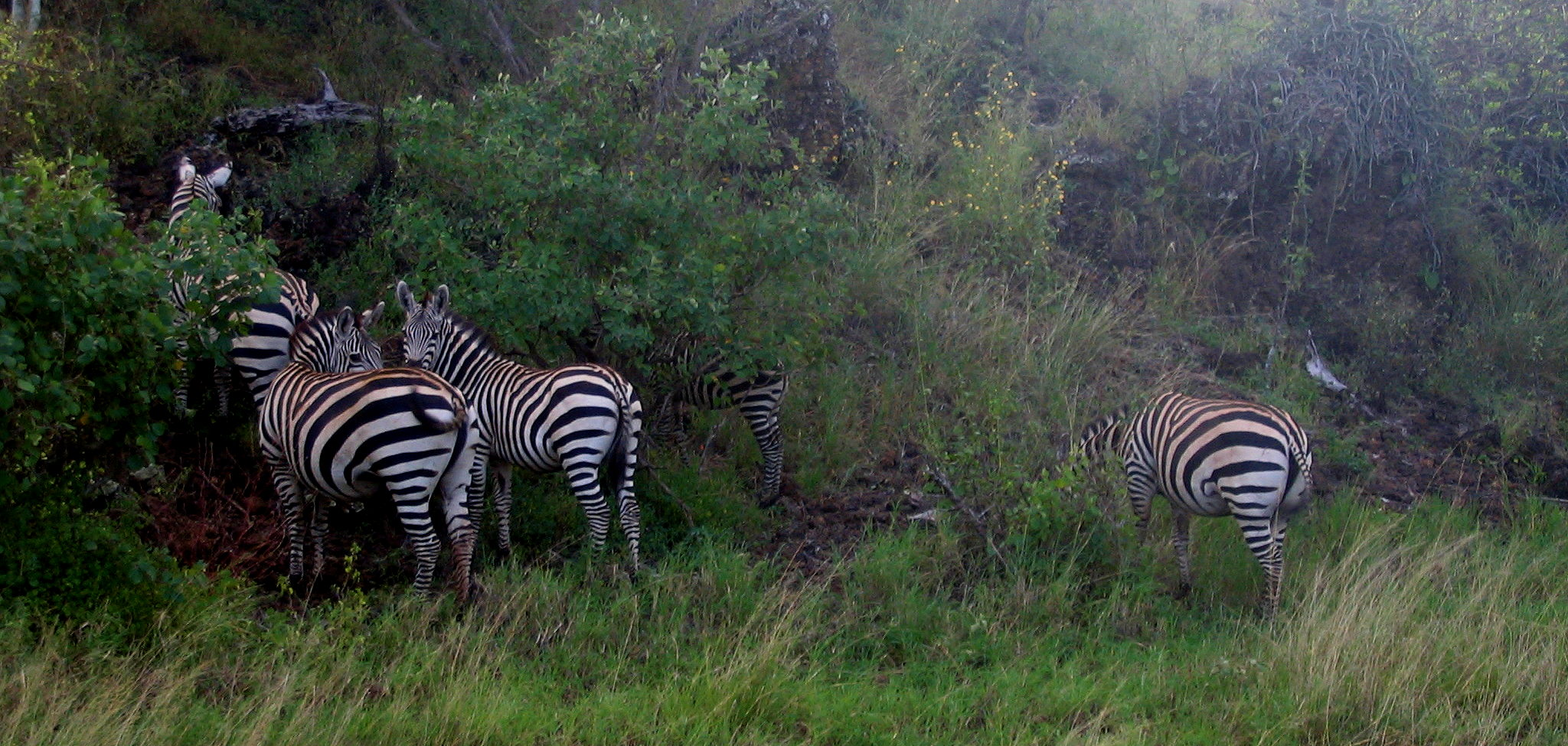
Equus quagga boehmi group in Tsavo West National Park 3 (edited)

## Arte
Sus fotografías de África, animales africanos y los diarios que suelen integrar sus fotografías han sido ampliamente exhibidos y publicados desde la década de los años 70. Cada una de sus obras es única, una combinación de su fotografía con elementos derivados de su diario, una práctica que continúa hasta hoy día. Estos volúmenes contienen recortes de periódico, hojas secas, insectos, fotos antiguas sepia, transcripciones de los mensajes de teléfono, marginalia en tinta de la India, fotos de mujeres, citas, objetos encontrados, y similares; que serán incorporados, con dibujos originales y collages por Beard. Algunas de sus obras incorporan la sangre de un animal y a veces su propia sangre.
Su primera exposición fue en la Blum Helman Gallery de Nueva York, en 1975. Sus exposiciones en museos se han celebrado en el Centro Internacional de Fotografía de Nueva York, en 1977, y el Centre National de la Photographie, París, en 1997. También ha hecho exposiciones en galerías en Berlín, Londres, Toronto, Madrid, Milán, Tokio y Viena. Su trabajo se incluye en colecciones privadas de todo el mundo.
En 2017, Beard fue demandado por el actor David Spade que trató, sin éxito, de revender una obra suya no firmada, que había comprado en el concesionario Peter Tunney.

## Vida personal
Descendiente de ilustres familias estadounidenses por ambos lados, fue uno de los tres hijos nacidos de Roseanne Hoar Beard y Anson McCook Beard, Jr.. Un bisabuelo, James Jerome Hill, fue el fundador del Gran Ferrocarril del Norte en los Estados Unidos en el final del siglo XIX y comienzos del siglo XX. Después de haber hecho su fortuna en el ferrocarril, James Jerome Hill fue un gran mecenas de las artes. Todos sus herederos fueron expuestos a sus grandes colecciones, que presuntamente deben haber tenido una fuerte influencia en los intereses por las artes y la belleza de Beard.
Beard se casó con su primera esposa (Minnie Cushing Beard Coleman) en 1962; su matrimonio duró solo brevemente. Su segunda esposa fue la supermodelo Cheryl Tiegs, de 1982 a 1986. Desde 1986, estuvo casado con Nejma Khanum. La pareja tuvo una hija, Zara, para quien escribió su libro, Los Cuentos de Zara.
Beard hizo amistad y en algunos casos colaboró con muchos artistas legendarios como Andy Warhol, Andrew Wyeth, Francis Bacon, Karen Blixen, Truman Capote, Richard Lindner, y Salvador Dalí. También ha fotografiado a muchas personas conocidas.
Desaparecido desde el 31 de marzo de 2020, sus restos fueron hallados en Camp Hero State Park en Long Island, en un lugar cercano a su domicilio. A través de un comunicado la familia informó sobre el fallecimiento de Peter Hill, e indicó que padecía demencia a consecuencia de un derrame cerebral.

## Filmografía
| Año     | Film                                                | Director | Productor | Editor |
| ------- | --------------------------------------------------- | -------- | --------- | ------ |
| 2009    | The Making of the 2009 Pirelli Calendar             | No       | No        | No     |
| 1994    | Montauk Diaries                                     | No       | No        | No     |
| 1988    | Last Word from Paradise: With Peter Beard in Africa | No       | No        | No     |
| 1980    | Japanese Long Line Tuna Fishing                     | No       | No        | No     |
| 1979    | Africa: The End of the Game                         | No       | No        | No     |
| 1976    | The Bicentennial Big Foot Blues                     | Sí       | Sí        | No     |
| 1975-76 | Longing for Darkness                                | No       | Sí        | Sí     |
| 1972    | Sisters (working title)                             | Sí       | Sí        | No     |
| 1963    | Hallelujah the Hills                                | No       | No        | No     |

## Libros seleccionados
- Beard, Peter; Paul Theroux.  50th Anniversary Edition of The End of the Game.  Taschen.
- Beard, Peter; Beard, Nejma; Edwards, Owen; Aronson, Steven M.L. (2008). Peter Beard (Collector’s Edition). Germany: Taschen, 2006.  (Art Edition) Germany: Taschen, 2007.  (Trade Edition) Germany: Taschen, 2008 and 2013. ISBN 978-3-8365-3088-0
- Beard, Peter (1965). The End of the Game. New York: Viking Press.  Reprinted New York: Doubleday, 1977.  Japan: Camera Manichi, 1978.  Germany: Taschen, 2008.  ISBN 978-3-8365-0530-7
- Beard, Peter (2004). Zara's Tales: Perilous Escapades in Equatorial Africa. New York: Knopf. ISBN 0-679-42659-0
- Beard, Peter; and Gatura, Kamante (1975). Longing for Darkness: Kamante's Tales from Out of Africa. New York: Harcourt Brace Jovanovich. ISBN 0-15-153080-7
- Graham, Alistair, and Beard, Peter (1973). Eyelids of Morning: The Mingled Destinies of Crocodiles and Men. Greenwich, CT: New York Graphic Society. ISBN 0-8212-0464-5

## Catálogos
- Beard, Peter (1999). Peter Beard: Fifty Years of Portraits. Santa Fe, NM: Arena Editions. ISBN 1-892041-15-4
- Beard, Peter (1999). Peter Beard: Stress & Density. Vienna: KunstHausWien, Museums Betriebs Gesellschaft, mbH. ISBN 978-3901247071
- Beard, Peter (1998). Beyond the End of the World. Milan: Universe Publishing (a division of Rizzoli International Publications, Inc.).  ISBN 978-0-7893-0147-5
- Beard, Peter (1997). Oltre la fine del Mondo. Milan: Grafiche Milani.
- Beard, Peter, and Caujolle, Christian (1996). Peter Beard: Photo Poche #67. Paris: Centre National de la Photographie, ISBN 2867541034
- Beard, Peter (1993). Diary: From a Dead Man’s Wallet: Confessions of a Bookmaker. Japan: Libroport Publishing Co., Ltd. ISBN 978-4-8457-0791-1

## Más lecturas
- Bowermaster, Jon (1993). The adventures and misadventures of Peter Beard in Africa. Boston: Bulfinch Press, 1993. ISBN 0-8212-1907-3
- Geldzahler, Henry (1975).  Francis Bacon: Recent Paintings.  Interview with Francis Bacon by Peter Beard.  New York: The Metropolitan Museum of Art.

## Prensa
- Sotomayor, Karolina (Jun 20, 2016). "'Peter Beard: Last Word From Paradise' at Guild Hall Museum". Musee Magazine.[7]
- Haden-Guest, Anthony (Jun 20, 2016). "Peter Beard Gives Us a Clear View of Paradise". ArtNet News.
- Weinreich, Regina (Sep 05, 2016)."Peter Beard: Last Word from Paradise at Guild Hall: Out of Africa" Huffington Post.
- Landes, Jennifer (Jun 16, 2016). "Rare Peter Beard Show Opens". The East Hampton Star.[8]
- Wallace, Chris (Jun 13, 2016). "Peter Beard". Interview Magazine.[9]
- After Nyne: The Art Lover's Magazine (Apr 11, 2009). "Peter Beard: Last Word From Paradise at Guild Hall Museum, East Hampton.”[10]
- Cornet, Philippe (Aug 12, 2009).  "Peter Beard et les annees 2000.” Weekend Le Vif L'Express (Belgium).
- (Fall/Winter 2008/09).  "A Stunning Journey into the World of Peter Beard", Taschen Catalogue.
- Kulturzeit Website (Nov 12, 2008).  Buchvorstellung in Kurze: Peter Beard: Art und Collector's Edition.
- (Jul 27, 2008)  "Libro Peter Beard: Una aventrua africana.” Público (Spain).
- Genson, Michel (Jul 6, 2008).  "La fin d'une Afrique.”  Le Republicain (Lorrain).
- "La Vida es un Juego Salvaje" by Lola Huete Machado, El Pais Semanal (Spain), 1-Jun-2008
- RandomHouse.com Dec 11, 2007.  Zara's Tales.
- JH (Apr 2007). "Wild at Heart.”  GQ (UK).
- Rossi, Alfredo (Feb 2007).  Il Fotografo:"La fotografia?  E la parente povera dell'arte vera." Corriere della Sera (Italy).
- Aronson, Steven M.L. (2006).  "A Conversation: Peter Beard on his personal history and cosmic philosophy."  Peter Beard, Tachen.
- Falck, Jacaranda Caracciolo (Dec 21, 2006).  Fotografi artisti: "Africa per sempre."  Espresso (Italy).
- Roberts, Sophy (Dec 2006).  “Travelista.” Financial Times: How to Spend It Magazine.
- Edwards, Owen (Dec 2006).  "Beard's Eye View."  Smithsonian Magazine.
- Abrahamsson, Carl (Dec 2006).  "Ett Samtal Med Peter Beard: Om nagot, sa ar jap en escapist."  Tidningen Kulturen.
- Gill, AA (Nov 2006).  "Wild at Art."  The Sunday Times Magazine.
- Powers, Bill (Oct/Nov 2006).  "Where the Wild Things Are."  Black Book.
- Clarke, Brian (Oct 2006).  "Wir, Dastier."  Vogue Deutsche.
- Geller, Maurice (Oct 2006).  “Quintessentially Legendary."  Quintessentially (UK).
- Aronson, Steven (Jul 2003).  "Out of Africa."  Architectural Digest.
- Enright, Robert (Autumn 2002).  "The Consummate Fragmentarian."  Modern Painters Magazine.
- Lecorné, Isabelle-Sophie (Mar 2000).  "Moi Peter Beard 63 Ans, Photographie, Aventurier, Provocateur."  Gala Magazine.
- Rexer, Lyle (2 de febrero de 1997). "Defenders of a Kingdom Long Swept Aside." New York Times.[11]